# آلیسون بالسوم
آلیسون بالسوم (انگلیسی: Alison Balsom؛ زادهٔ ۷ اکتبر ۱۹۷۸) در هرتفوردشر، موسیقی‌دان، آموزگار اهل بریتانیا و دارندهٔ نشان امپراتوری بریتانیا است. وی از سال ۲۰۰۱ میلادی تاکنون مشغول فعالیت بوده‌است.